# Херр, Трауготт
Трауготт Херр (нем. Traugott Herr; 16 сентября 1890 — 13 апреля 1976) — немецкий офицер, участник Первой и Второй мировых войн, генерал танковых войск, кавалер Рыцарского креста с Дубовыми листьями и Мечами.

## Начало военной карьеры
В апреле 1911 года поступил на военную службу, фанен-юнкером (кандидат в офицеры), в пехотный полк. С августа 1912 года — лейтенант.

## Первая мировая война
С 5 августа 1914 года — на фронте. В декабре 1914 и в августе 1916 года — ранен.
С января 1917 года — командир пулемётной роты, с ноября 1917 года — старший лейтенант. С марта 1918 года — командир пехотного батальона. За время войны награждён Железными крестами обеих степеней и ещё двумя орденами.

## Между мировыми войнами
Продолжил службу в рейхсвере. К началу Второй мировой войны — командир пехотного полка, полковник.

## Вторая мировая война
Участвовал в Польской и Французской кампаниях. С октября 1940 года — командир пехотного полка (в составе 13-й танковой дивизии).
С 22 июня 1941 года участвовал в германо-советской войне. Бои на Украине. В октябре 1941 года награждён Рыцарским крестом. С декабря 1941 года — командир 13-й танковой дивизии.
Бои на реке Миус. С апреля 1942 года — генерал-майор. Бои на Кубани и Северном Кавказе. В августе 1942 года награждён Дубовыми листьями (№ 110) к Рыцарскому кресту. Тяжело ранен 31 октября 1942 года.
С января 1943 года — командующий 76-м армейским корпусом (во Франции), с февраля 1943 — генерал-лейтенант. В июле корпус переформирован в 76-й танковый корпус, в августе 1943 года корпус направлен в Италию, с сентября 1943 года Трауготт Херр произведён в звание генерал танковых войск.
В декабре 1944 года за бои в Италии награждён Мечами (№ 117) к Рыцарскому кресту с Дубовыми листьями. Назначен командующим 14-й армией (в Италии).
С февраля 1945 года — командующий 10-й армией (в Италии). 2 мая 1945 года сдался в плен британским войскам.

## Награды
- Железный крест (1914) 2-го и 1-го класса (Королевство Пруссия)
- Королевский орден Дома Гогенцоллернов рыцарский крест с мечами (24 ноября 1917) (Королевство Пруссия)
- Ганзейский крест Гамбурга
- Нагрудный знак «За ранение» (1918) чёрный
- Почётный крест Первой мировой войны 1914/1918 с мечами
- Пряжка к Железному кресту (1939) 2-го класса (24 сентября 1939)
- Пряжка к Железному кресту (1939) 1-го класса (12 мая 1940)
- Рыцарский крест Железного креста с дубовыми листьями и мечами
  - рыцарский крест (2 октября 1941)
  - дубовые листья (№ 110) (9 августа 1942)
  - мечи (117) (18 декабря 1944)
- Упоминание в Вермахтберихт (24 июня 1944, 22 сентября 1944)